# Адама, Осуману
Осуману Адама (англ. Osumanu Adama; род. 24 декабря 1980, Аккра, Гана) — ганский профессиональный боксёр, выступающий в средней весовой категории.
Серебряный призёр Всеафриканских игр 1999 года, участник Олимпийских игр 2000 года в весовой категории до 71 кг. в любительских соревнованиях, претендент на титулы чемпиона мира по версиям IBF (2012 год) и WBA (2014 год) в среднем весе в профессиональном боксе.

## Любительская карьера
В 1999 году Адама в составе сборной Ганы принял участие во Всеафриканских играх, проходивших в Йоханнесбурге (ЮАР). Выступавший в весовой категории до 71 кг. Осуману начал выступления с четвертьфинала, нокаутировав во втором раунде мадагаскарского боксёра Жоселина Ракотонирина. В полуфинале Адама взял верх над Стефеном Нзуе-Мба из Габона, а в финале уступил по очкам Мохамеду Хикалу (Египет), став обладателем серебряной награды турнира.
В 2000 году ганский боксёр поехал на олимпийский турнир в Сиднее, однако в первом же бою досрочно, во втором раунде, проиграл тунисцу Мохамеду Салаху Мармури.
В 2001 году Адама принял решение завершить любительскую карьеру и перейти в профессиональный бокс.

## Профессиональная карьера
Адама дебютировал на профессиональном ринге в мае 2001 года в первой средней весовой категории (до 69,9 кг). В третьем поединке завоевал титул чемпиона Ганы. В июле 2004 года завоевал титул чемпиона Африки по версии WBO.
В 2009 году в 14-м поединке на профессиональном ринге, Осуману потерпел первое поражение и проиграл по очкам американцу, Дайу Дэвису. В следующем году проиграл по очкам американцу Дону Джорджу.
В декабре 2010 года победил мексиканца, Анджела Эрнандеса и завоевал интернациональный титул чемпиона мира по версии IBO.
7 октября 2011 года в бою за статус обязательного претендента на титул чемпиона мира по версии IBF, нокаутировал в 9-м раунде бывшего чемпиона мира, россиянина, Романа Кармазина.
7 марта 2012 года в чемпионском бою проиграл по очкам конкурентным решением, австралийцу, Дэниэлю Гилу.
1 февраля 2014 года в Монте-Карло Осуману Адама проиграл бой за титул чемпиона мира по версии WBA, казахстанскому боксеру из г. Караганды Геннадию Головкину техническим нокаутом в 7 раунде после того как несколько раз побывал в нокдауне.